# Лавиано
Лавиа̀но (на италиански: Laviano) е село и община в Южна Италия, провинция Салерно, регион Кампания. Разположено е на 475 m надморска височина. Населението на общината е 1496 души (към 2010 г.).